# 林时爽
林文（1887年—1911年4月27日），號南散，字廣塵，一名時塽，福建省福州府侯官縣（今福州市闽侯縣）人。毕业于日本大学，洪门成员。同林觉民、林尹民同年生、同年为创建民国而捐躯，并称黄花岗“三林”英烈。祖父鸿年，曾官云南巡抚。1911年参加由孙文等同盟会党人领导的广州起义时英勇牺牲，时年仅二十五岁，葬于广州黄花岗，为七十二烈士之一。

## 註腳
1. ↑  見《中國革命記》